# مارغريت ستانلي
مارغريت ستانلي (بالإنجليزية: Margaret Stanley)‏ هي عالمة فيروسات بريطانية، ولدت في القرن العشرين.